# Aeon
Aeon Co., Ltd. (яп. イオン株式会社, Кабусікі-ґайся, стилізовано ÆON), раніше Jusco Co., Ltd. (яп. ジャスコ株式会社, Кабусікі-ґайся), японська диверсифікована роздрібна холдингова компанія. Це одна з найбільших роздрібних компаній в Японії, що володіє гіпермаркетами Aeon, торговими центрами Aeon Mall і Aeon Town, супермаркетами Daiei, MaxValu, Maruetsu і My Basket, мережами магазинів біля дому Ministop, аптекою Welcia і кінотеатрами Aeon Cinema.
Aeon починає свою історію у 1758 році в період Едо в Японії, коли була заснована як невелика крамниця різноманітних товарів під назвою Shinohara-ya. Пізніше вона була перейменована на Okada-ya на честь сім'ї засновників. У 1970 році Okada-ya об'єдналася з кількома іншими компаніями, які вона заснувала, і стала Jusco. Через низку злиттів і поглинань Jusco розширила свій бізнес і в 2001 році змінила назву на Aeon, яка стала її власним брендом. У 2010 році Aeon об'єднався зі своїми дочірніми роздрібними компаніями та консолідував усі свої бренди гіпермаркетів, такі як Jusco та Saty, під назвою Aeon. У 2021 році Aeon був 17-м найбільшим ритейлером у світі за обсягом виручки.

## Назва
Назва Еон — транслітерація з койнського грецького слова ὁ αἰών (ho aion), від архаїчного αἰϝών (aiwon). Назва і символіка, використовувані в бренді, передбачають вічну природу компанії.

## Історія
JUSCO (ジャスコ, Jasuko) — акронім для Japan United Stores Company, мережі «універсальних магазинів» (або гіпермаркетів). Є найбільшою мережею такого типу в Японії.
Різні компанії Jusco є дочірніми компаніями мережі супермаркетів Aeon.
Назва Jusco була прийнята в 1970 році від компанії, заснованої як торговець шовком для кімоно в 1758 році. Перейменована на Aeon у 1989 році, вона має магазини по всій Японії під назвою Jusco та іншими назвами, а також присутня в Малайзії, Гонконгу, Китаї та Таїланді.
Компанія була юридично зареєстрована у вересні 1926 року як Okadaya (заснована у 1758 році). У 1970 році Okadaya об'єдналася з Futagi та Shiro, щоб утворити Jusco Co., Ltd. Співробітники проголосували за назву компанії «Japan United Stores Company».
21 серпня 2001 року компанія стала називатися Aeon Co., Ltd.
21 серпня 2008 року корпоративна структура змінилася. Aeon Co., Ltd. стала холдинговою компанією, тоді як Aeon Retail Co., Ltd. взяла на себе роздрібні операції, які раніше належали Aeon Co., Ltd.
Станом на 1 березня 2011 року всі магазини Jusco та SATY під брендом Aeon в Японії змінили свої назви на Aeon, а всі магазини та торгові центри Jusco в Малайзії були повністю ребрендовані в Aeon з березня 2012 року. Дочірні компанії в Гонконзі та материковому Китаї офіційно змінили свою назву на Aeon 1 березня 2013 року.

## Міжнародні активи

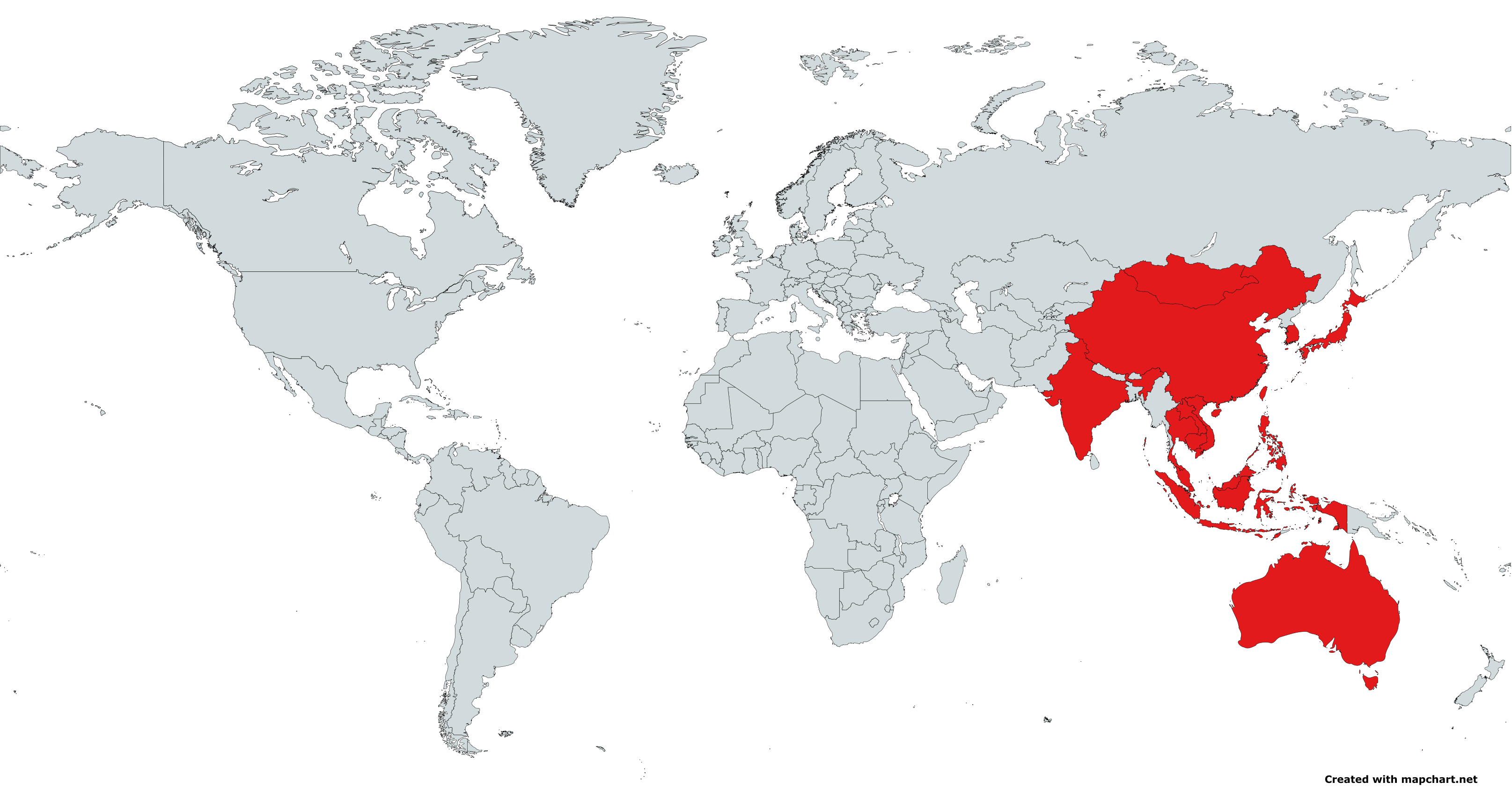
Країни з торговими центрами Aeon

### Малайзія

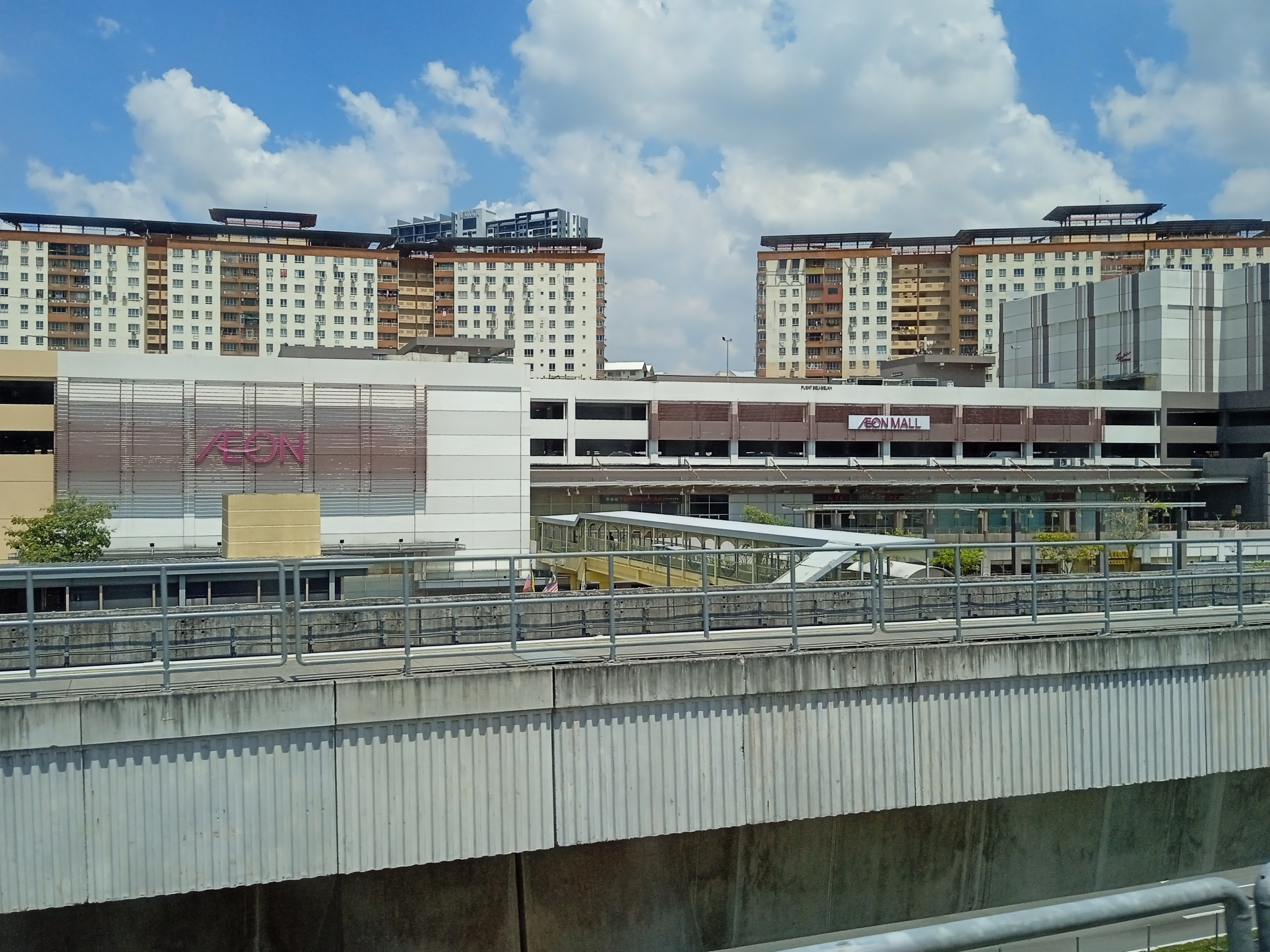
Супермаркет Aeon в Куала-Лумпурі, Малайзія

У 1985 році перший магазин Jusco за межами Японії було відкрито на площі Даябумі в Куала-Лумпур, Малайзія, як спільне підприємство з компанією Cold Storage та трьома місцевими компаніями, відоме під назвою Jaya Jusco. Це був перший випадок, коли японська компанія створила значне спільне підприємство в малайзійській роздрібній торгівлі. Jusco взяла на себе повний операційний контроль над мережею в 1988 році. Наразі в Малайзії працює 62 магазини та торгові центри Aeon (раніше відома як Jusco).
Найстаріший (хоча і не перший) магазин Jusco в Малайзії — це Jusco Taman Maluri, розташований в Черасі, Куала-Лумпур. Він відкрився 30 жовтня 1989 року.

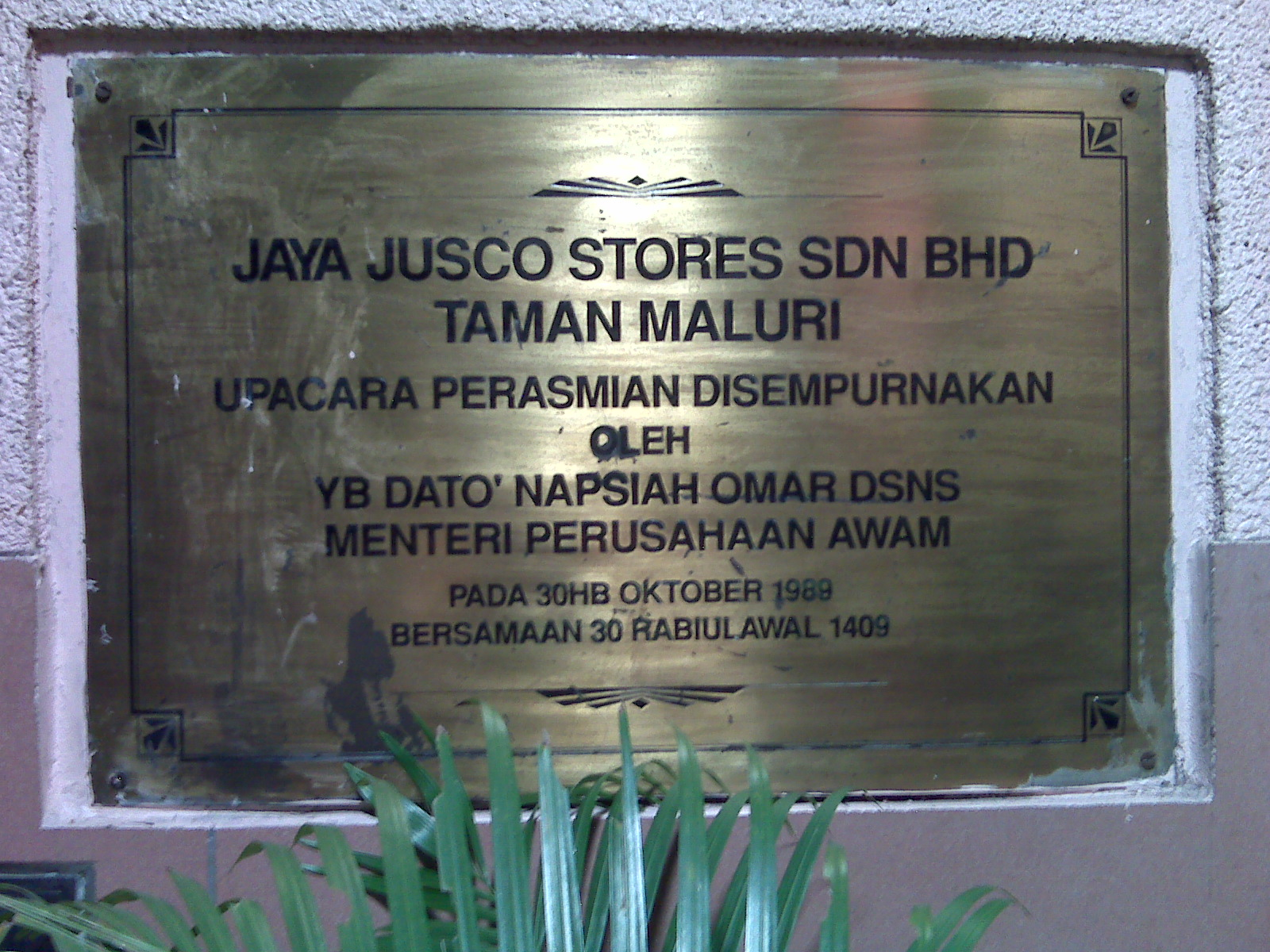
Меморіальна дошка на честь відкриття Jusco Taman Maluri 30 жовтня 1989 року

Торговий центр Aeon Bukit Tinggi у Бандар-Букіт-Тінгі, Кланг, Селангор, Малайзія, є найбільшим магазином Aeon у Малайзії та загалом у Південно-Східній Азії, з більш ніж 2 100 000 квадратних футів (200 000 м2) забудованої площі і 5 000 паркувальних місць..
Jusco в Малайзії відома тим, що стала однією з перших мереж універсальних магазинів, яка запровадила біорозкладні поліетиленові пакети, виготовлені з солодкої картоплі.
У листопаді 2012 року Aeon придбала компанію Carrefour Malaysia вартістю 250 мільйонів євро. Тоді всі нинішні гіпермаркети та супермаркети Carrefour у Малайзії були повністю перейменовані в Aeon BiG. Придбання Carrefour Malaysia зробило Aeon другим за величиною роздрібним продавцем у Малайзії, який об'єднав продажі в магазинах Aeon Retail (раніше відомих як Jusco) і колишніх торгових точках Carrefour. Після придбання бізнес-віце-президент Aeon в АСЕАН заявив, що гігант роздрібної торгівлі планує відкрити 100 торгових точок різних форматів у країні до 2020 року.
У березні 2012 року всі магазини та торгові центри Jusco в Малайзії були ребрендовані на Aeon відповідно до рішення Aeon в Японії.
У квітні 2018 року Aeon розширився на Східну Малайзію, відкривши свій перший торговий центр у Кучінгу.
Станом на 2021 рік усі магазини Aeon у Малайзії були переведені на GoldKart.

### В'єтнам
Перший магазин Jusco «AEON MALL Tan Phu Celadon» відкрився 11 січня 2014 року в Хошиміні в районі Тан Фу. 28 жовтня 2015 року Ханой відкрився перший магазин Jusco «AEON MALL Long Bien», в який інвестовано 200 млн доларів США. Наразі у В'єтнамі налічується близько 200 магазинів Junco, включаючи 6 торгових центрів та кілька супермаркетів. У 2023 році Junco оголосила, що перший торговий центр Aeon відкриється в Центральному В'єтнамі в місті Хуе в 2024 році

### Камбоджа
Перший магазин Jusco в Камбоджі було відкрито 30 червня 2014 року в Пномпені в районі Тонле Бассак. Станом на вересень 2023 року в Камбоджі налічується три торгові центри Aeon Malls, всі вони розташовані в столиці Пномпені.

### Гонконг

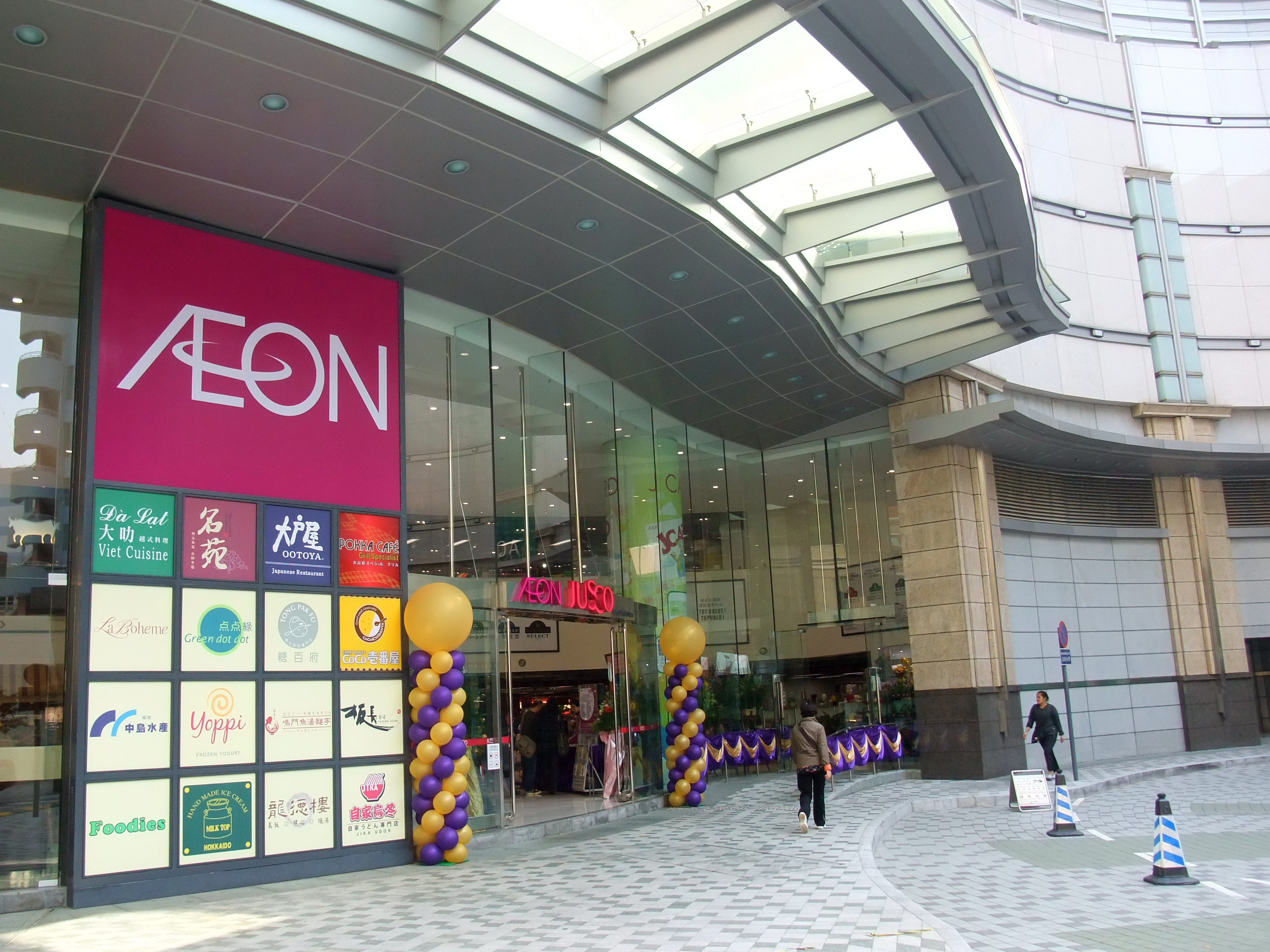
Магазин Aeon у Гонконзі

Гонконгська дочірня компанія Jusco була заснована в листопаді 1987 року як Jusco Department Store Co. Ltd. Перший магазин Jusco відкрився в Корнхіллі в грудні 1987 року (інша назва цього магазину — Quarry Bay Main and Flagship store). Компанія була зареєстрована на Гонконгській фондовій біржі 4 лютого 1994 року під кодом 984.
Гонконгська Jusco тепер перейменована на Aeon Stores (Гонконг) і в основному управляє торговими центрами та іншими роздрібними магазинами, такими як супермаркети, дисконтні магазини, магазини товарів для дому, магазини біля дому та універмаги. Вони пропонують покупцям недорогі та зручні товари повсякденного попиту, включаючи продукти харчування, одяг, побутові товари та електроприлади. Станом на березень 2013 року в Гонконзі є вісім універсальних магазинів Aeon General Merchandise Stores (GMS), сім філій Aeon Supermarkets, 22 філії Living Plaza by Aeon, 4 філії BENTO EXPRESS by Aeon, 2 магазини Aeon Style і лише одна філія Aeon MaxValu Prime, яка розташована в The One, Tsim Sha Tsui.

### Тайвань
Тайванські Jusco є дочірніми компаніями Taiwan Aeon Stores Co, Ltd. Перший магазин Jusco був розташований у Віндансі в місті Сінчу. Він був відкритий у 2003 році. Другий Jusco був відкритий у грудні 2005 року в торговому центрі New Taipei city global mall.

### Материковий Китай

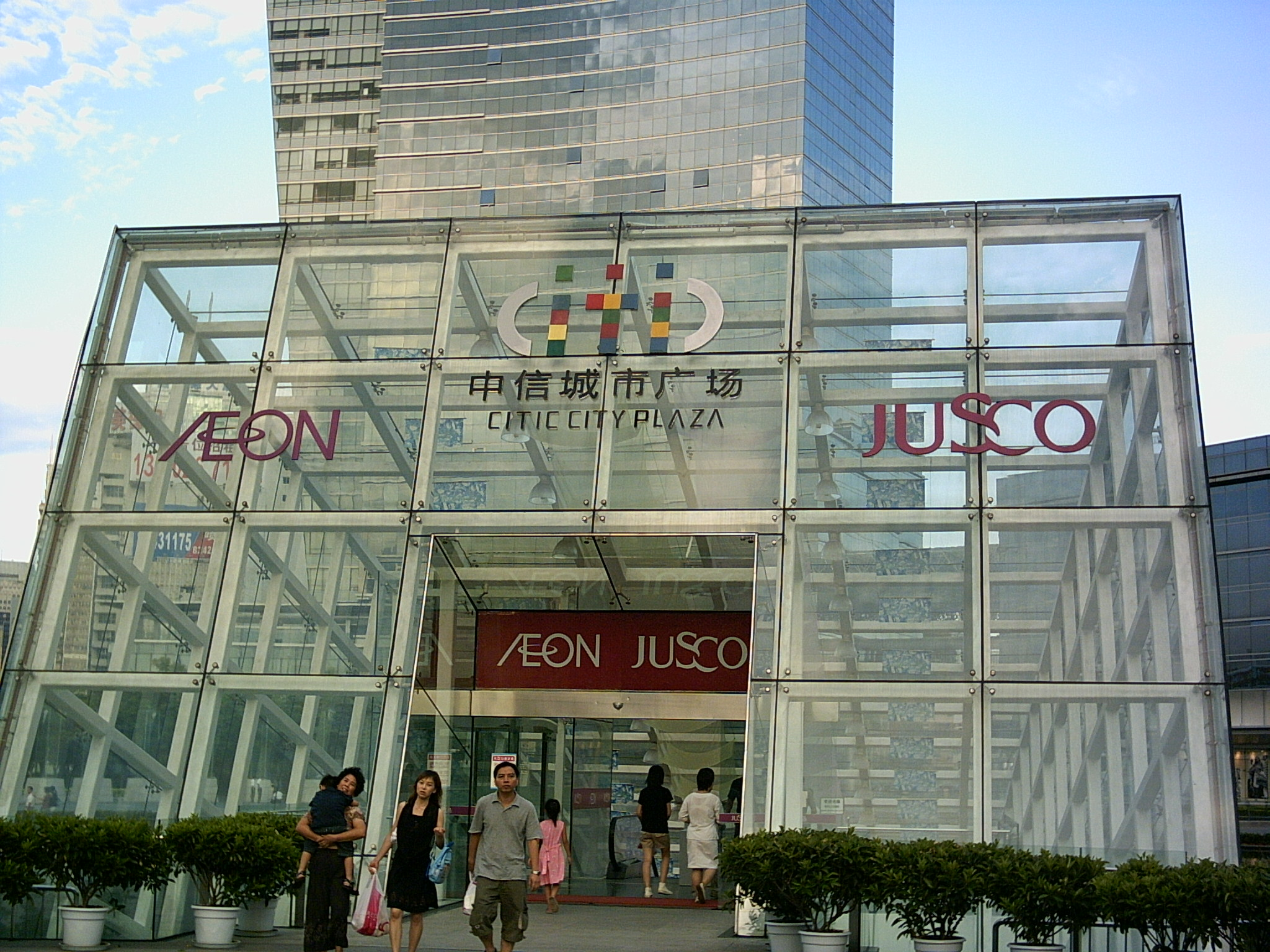
Магазин Jusco в Шенжені

У материковому Китаї Jusco використовує назви Aeon та Jusco. З 1996 року Aeon Co, Ltd створила багато торгових центрів під назвою Jusco. У Шанхаї раніше існувала компанія Jusco, але вона остаточно відмовилася від фінансування через поганий менеджмент. У Гуандуні компанія Guangdong Jusco Co, Ltd використовувала назву «Jusco» для управління першим Jusco у 1996 році. Зараз у Гуандуні є тринадцять магазинів. Крім того, Aeon також керувала великими торговими центрами в Пекіні та Шунде. Вона також планувала розширити свою діяльність на Північний Китай. У Шеньчжені Aeon (кит.: 永旺) має кілька великих магазинів, у тому числі один у місті Костал (станція Houhaiкит.: 后海).

### Інші країни
Найбільший Jusco (також найбільший торговий центр в одній будівлі в Японії) відкрився в 2005 році в Міто.
Усі магазини Juscos були закриті в Бангкоку, Таїланд. Aeon Co., Ltd. і тепер використовують назву MaxValu.

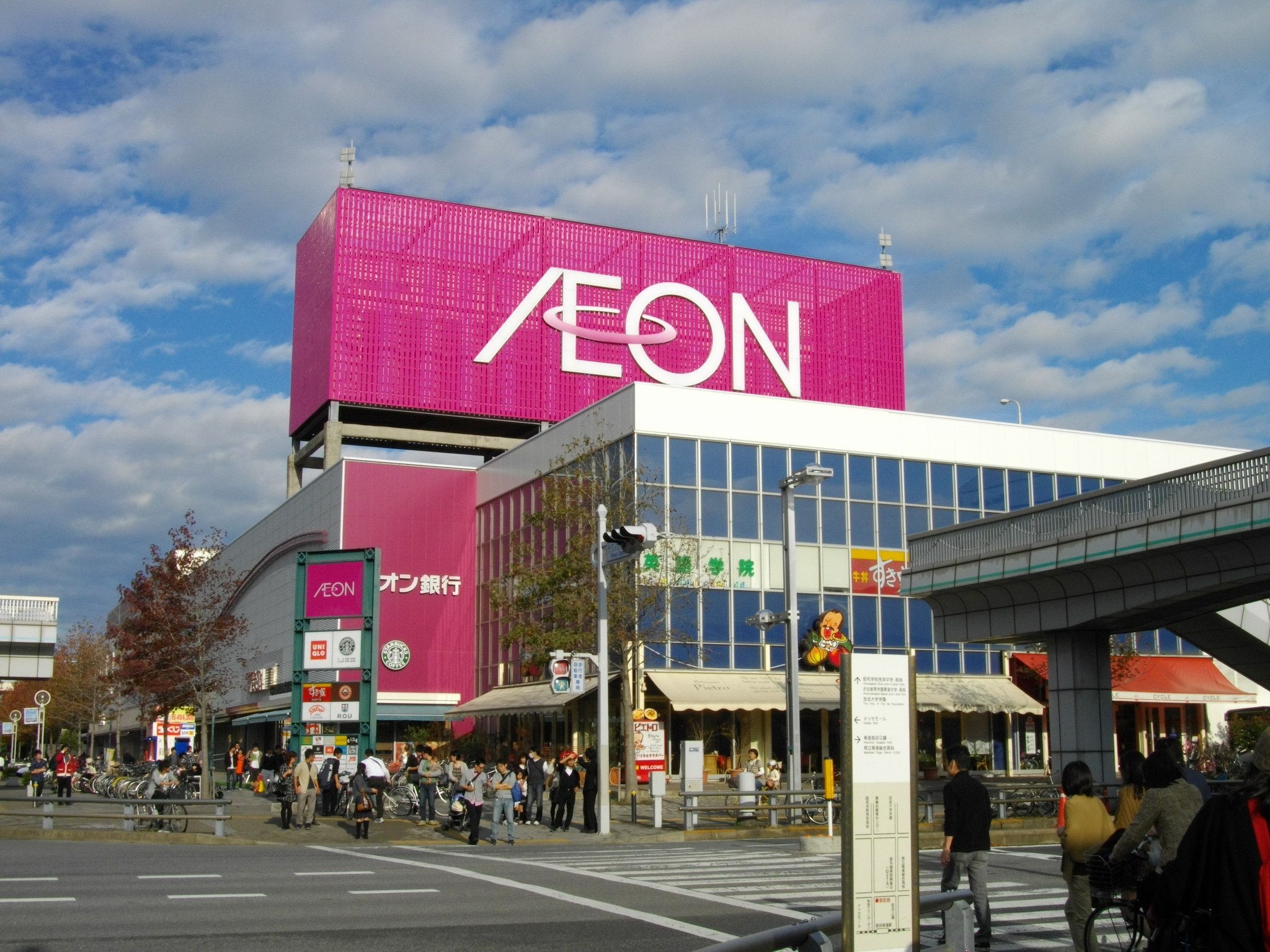
Супермаркет Aeon в Тібі